# Cresbard
Cresbard – miasto w Stanach Zjednoczonych, w stanie Dakota Południowa, w hrabstwie Faulk.